# Oporelu
Oporelu est une commune roumaine située dans le județ d'Olt.